# デヴィッド・ハイマン
デヴィッド・ハイマン（David Jonathan Heyman、1961年7月26日 - ）は、イギリスロンドン出身の映画プロデューサー。ヘイデイ・フィルムズ（Heyday Films）ファウンダー。1999年に『ハリー・ポッター』の映画化権を得て、全8作のシリーズを制作したことで知られている。

## 経歴
映画プロデューサーのジョン・ハイマンの子に生まれる。ハイマンはアメリカ合衆国の学校へ行き、1983年にハーバード大学で美術史で学位を取得した。17年にわたってロサンゼルスで暮らした後1997年1月にロンドンに戻った。ロサンゼルス時代はワーナー・ブラザースで働き、その後インディペンデント系のプロデューサーになった。主にイギリスとアメリカの橋渡し役となり、資金調達の手助けやイギリス製作の作品の展開をしている。

## 製作

### 映画
- ジュース Juice（1992）
- The Stöned Age（1994）
- The Daytrippers（1996）
- ラビナス Ravenous（1999）
- ハリー・ポッターと賢者の石 Harry Potter and the Sorcerer's Stone（2001）
- ハリー・ポッターと秘密の部屋 Harry Potter and the Chamber of Secrets（2002）
- テイキング・ライブス Taking Lives（2004）
- ハリー・ポッターとアズカバンの囚人 Harry Potter and the Prisoner of Azkaban（2004）
- ハリー・ポッターと炎のゴブレット Harry Potter and the Goblet of Fire（2005）
- ハリー・ポッターと不死鳥の騎士団 Harry Potter and the Order of the Phoenix（2007）
- アイ・アム・レジェンド I Am Legend（2007）
- 縞模様のパジャマの少年 The Boy in the Striped Pyjamas（2008）
- Is Anybody There?（2008）
- イエスマン “YES”は人生のパスワード Yes Man（2008）
- ハリー・ポッターと謎のプリンス Harry Potter and the Half-Blood Prince（2009）
- ハリー・ポッターと死の秘宝 PART1 Harry Potter and the Deathly Hallows - Part 1（2010）
- ハリー・ポッターと死の秘宝 PART2 Harry Potter and the Deathly Hallows - Part 2（2011）
- ゼロ・グラビティ Gravity（2013）
- パディントン Paddington（2014）
- 戦場からのラブレター Testament of Youth（2014）
- 光をくれた人 The Light Between Oceans（2016）
- ファンタスティック・ビーストと魔法使いの旅 Fantastic Beasts and Where to Find Them（2016）
- パディントン2 Paddington 2（2017）
- ファンタスティック・ビーストと黒い魔法使いの誕生 Fantastic Beasts: The Crimes of Grindelwald（2018）
- ワンス・アポン・ア・タイム・イン・ハリウッド Once Upon a Time in Hollywood（2019）
- マリッジ・ストーリー Marriage Story（2019）
- ホワイト・ノイズ White Noise（2022）
- ウォンカとチョコレート工場のはじまり Wonka（2023）
- バービー Barbie（2023）
- パディントン 消えた黄金郷の秘密 Paddington in Peru（2024）

### テレビ
- ブラインド・ジャスティス Blind Justice（1994）
- スレッシュホールド 〜The Last Plan〜 Threshold（2005）